# Seznam angleških botanikov
Seznam angleških botanikov.

## B
- Churchill Babington
- John Banister (znanstvenik)
- Joseph Banks
- David Bellamy
- George Bentham
- Robert Bentley
- Miles Joseph Berkeley

## C
- George Caley
- Peter Collinson
- Nicholas Culpeper
- Allan Cunningham (botanik)
- William Curtis

## D
- Emanuel Mendez da Costa
- Erasmus Darwin
- Francis Darwin
- David Don
- James Donn

## G
- Thomas Gage
- John Gerard
- David Goodall
- Nehemiah Grew

## H
- Adrian Hardy Haworth
- John Stevens Henslow
- Joseph Dalton Hooker
- William Jackson Hooker

## K
- Thomas Andrew Knight

## L
- John Lindley

## M
- Joseph Maiden
- John Martyn (botanik)
- Philip Miller
- Georgiana Molloy

## N
- Charles F. Newcombe
- Thomas Nuttall

## R
- John Ray
- Henry Nicholas Ridley
- John Forbes Royle

## S
- Joseph Sabine
- Prideaux John Selby
- George Shaw
- John Sibthorp
- James Edward Smith
- Richard Spruce

## T
- William Turner Thiselton-Dyer
- John Tradescant
- William Turner

## W
- William Watson (znanstvenik)
- Philip Barker Webb
- William Withering